# Jensen (Utah)
Jensen es un lugar designado por el censo situado en el condado de Uintah, Utah  (Estados Unidos). Según el censo de 2010 tenía una población de 412 habitantes. Se encuentra a orillas del río Verde, y es la entrada al Monumento Nacional Dinosaurio.

## Demografía
Según el censo de 2010, Jensen tenía una población en la que el 91,3% eran blancos, 0,2% afroamericanos, 0,0% amerindios, 0,0% asiáticos, 0,0% isleños del Pacífico, el 5,3% de otras razas, y el 3,2% pertenecían a dos o más razas. Del total de la población el 6,3% eran hispanos o latinos de cualquier raza.